# Bundesfeier am Rhein (Basel)

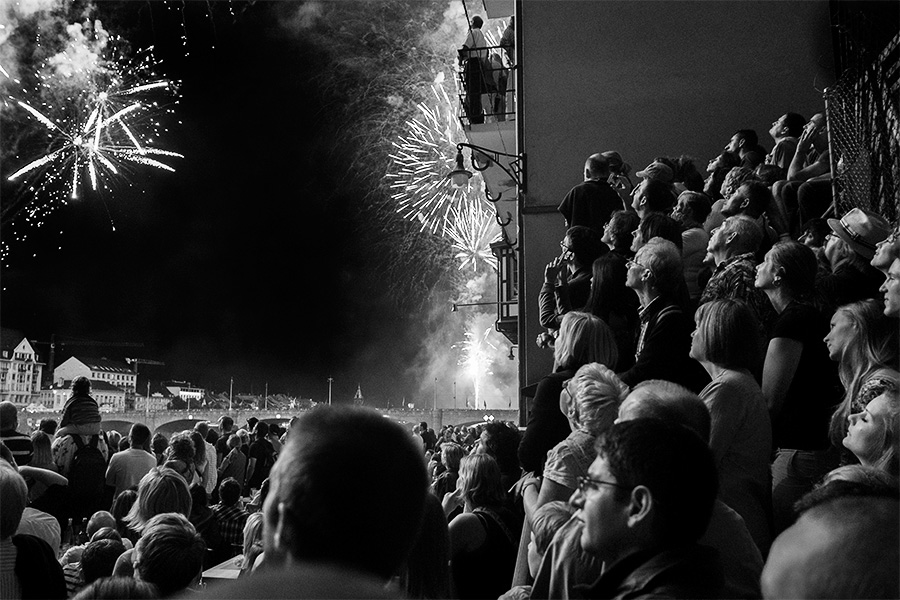
Das Feuerwerkspektakel am Rheinknie in Basel (2012).

Die Bundesfeier am Rhein ist eine Veranstaltung in Basel, die jeweils am späten Nachmittag des 31. Juli beginnt und am 1. August endet, dem Schweizer Bundesfeiertag. Sie wird sowohl schweizweit als auch international besucht.
Es gibt rund 100 Verkaufsstände, Konzerte und weitere Vorführungen. Das Veranstaltungsgelände erstreckt sich auf der Rheinpromenade zwischen der Johanniter- und der Wettsteinbrücke und von der Schifflände bis zum Marktplatz.
Der Höhepunkt dieser Veranstaltung ist ein Feuerwerkspektakel, das um 23 Uhr startet und 2022 von über 100'000 Personen besucht wurde; unter anderem gab es hier zum ersten Mal eine Begleitmusik für Smartphones.